# Istituto tecnico per geometri Gaetano Salvemini

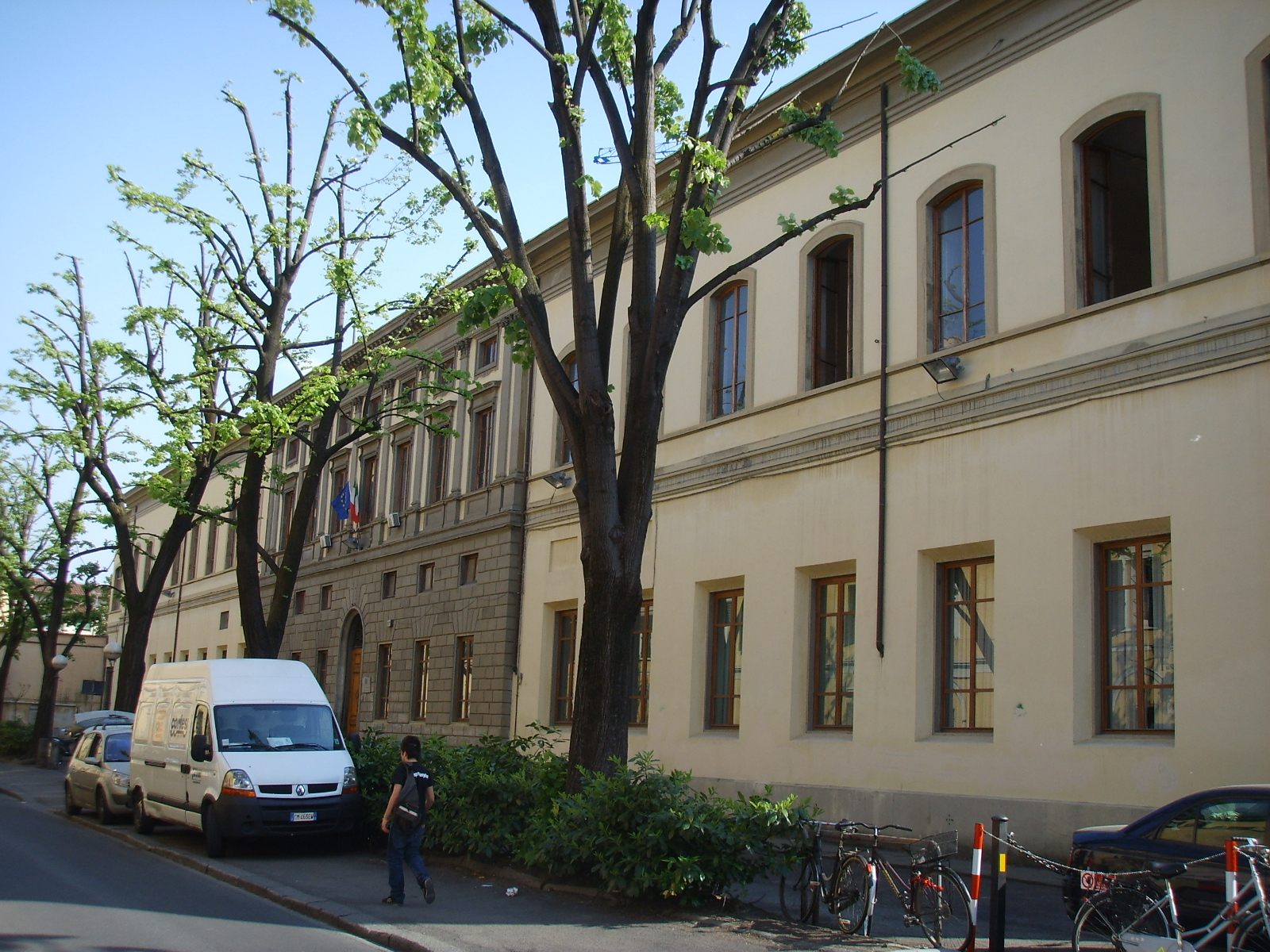
Istituto per Geometri "Gaetano Salvemini"

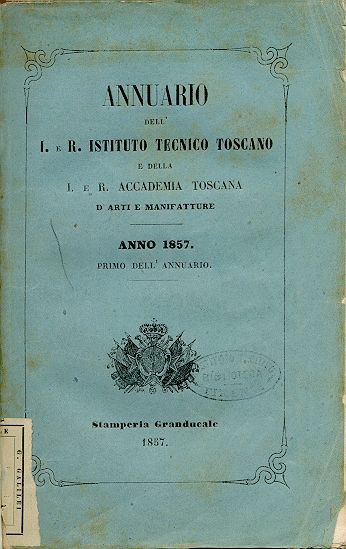
Copertina dell'annuario dell'Istituto, anno 1857

L'istituto tecnico per geometri "Gaetano Salvemini" si trova in via Giusti 27 a Firenze.

## Storia
Erano qui nell'Ottocento vaste proprietà del vicino convento domenicano della Crocetta (soppresso nel 1808 e di nuovo nel 1866), per lo più tenute ad orti. Il grande edificio che attualmente occupa l'area fu realizzato su progetto dell'Ufficio d'arte del Comune tra il 1884 e il 1891, anno nel quale fu occupato (come da progetto) dall'Istituto Tecnico, gloriosa scuola fondata nel 1853 da Leopoldo II d’Asburgo-Lorena con la denominazione di Imperiale e Regio istituto tecnico toscano, dedicata all'insegnamento di discipline quali chimica, fisica, geometria, storia naturale, meccanica, metallurgia.
Il 29 novembre 1861, in seguito alla riorganizzazione delle scuole ad indirizzo tecnico professionale dato dalla legge Casati l'istituto passò in carica al Ministero dell'agricoltura, dell'industria e del commercio, prendendo nel 1863-1864 il nome di "Istituto Tecnico di Firenze" e nel 1872 divenne l'"Istituto provinciale di Firenze" con i corsi di agronomia e agrimensura, commercio e ragioneria, meccanica e costruzioni, fisica e matematica. Nel 1888 tornò alla dipendenze del Ministero della pubblica istruzione, divenendo "Istituto tecnico statale Galileo Galilei".
Dal 1891 si spostò nella sede attuale di via Giusti, già via del Mandorlo (nel centro storico), in un nuovo l'edificio appositamente costruito per l'istituto. Nel 1900, a spese dell'amministrazione provinciale fiorentina l'Istituto partecipò all'Esposizione universale di Parigi. In quell'occasione sede e laboratori furono ampiamente illustrati in una pubblicazione curata dal professore di lettere italiane Averardo Pippi, che rimane documento fondamentale per la conoscenza dell'organizzazione degli spazi al loro nascere (se ne veda la versione digitale resa disponibile nella sezione storica del sito del Polo Tecnico Statale di Firenze).
Nel 1933 fu ribattezzato "Istituto tecnico statale commerciale e per geometri Galileo Galilei" e nel 1970 "Istituto tecnico statale per geometri" fino al 1974, anno in cui prese l'odierna denominazione di "Istituto tecnico statale per geometri e commerciale Gaetano Salvemini - Emanuele Filiberto Duca d'Aosta".
Pur cambiando denominazione nel tempo (attualmente forma assieme all'Istituto commerciale Emanuele Filiberto duca d'Aosta già in via della Colonna il Polo tecnico statale di Firenze) ha mantenuto sostanzialmente l'indirizzo voluto alla sua nascita, peraltro conservando una vasta e interessante collezione scientifica.
Se la facciata non presenta cambiamenti rispetto alla configurazione iniziale, sono da segnalare importanti ampliamenti datati tra il 1911 e il 1915 e ancora tra il 1922 e il 1925 nei corpi interni verso via Laura, legati al forte incremento di studenti registrato in quel periodo.

### L'istituto oggi
L'istituto Salvemini assieme all'istituto commerciale "Emanuele Filiberto Duca d'Aosta", di via della Colonna, forma il Polo tecnico statale di Firenze.
Dotato di moderne attrezzature didattiche, attiva un corso ordinario su tre sezioni (A, B e C) ed un corso sperimentale (progetto cinque) su due sezioni (I ed L) per geometri.
I corsi ordinario e sperimentale hanno una durata quinquennale e sono costituiti da un biennio e da un triennio e si concludono con il conseguimento della maturità di geometra.
Ulteriore e coerente sviluppo dell'impianto culturale e formativo è l'istituzione del corso liceale di Scienze umane-Economico Sociale (LES), rapidamente consolidatosi su quattro sezioni.

## Descrizione
In ragione dell'importanza avuta nel tempo e della volontà di fare della scuola esempio e modello per la formazione tecnica della Toscana, l'edificio presenta un fronte principale di grande ampiezza, che si sviluppa per ben ventitré assi su due piani, con il corpo centrale di sette assi enfatizzato da un rivestimento a bugnato e segnato al centro dal grande portone, di modo che gli ulteriori otto assi che si estendono per ciascun lato sono percepiti come ali di una costruzione di notevole monumentalità.
Con la stessa logica fu realizzato l'atrio, segnato da pilastri e colonne di ordine ionico e con volte a crociera, recuperando modelli che già erano stati alla base del progetto redatto da Michelangelo Maiorfi per il palazzo della Camera di Commercio sul lungarno generale Armando Diaz (1858-1860). A nobilitare ulteriormente il complesso è poi l'arretramento del fronte rispetto alla strada, già via del Mandorlo, a costituire un'area di rispetto attualmente alberata.

### Collezioni

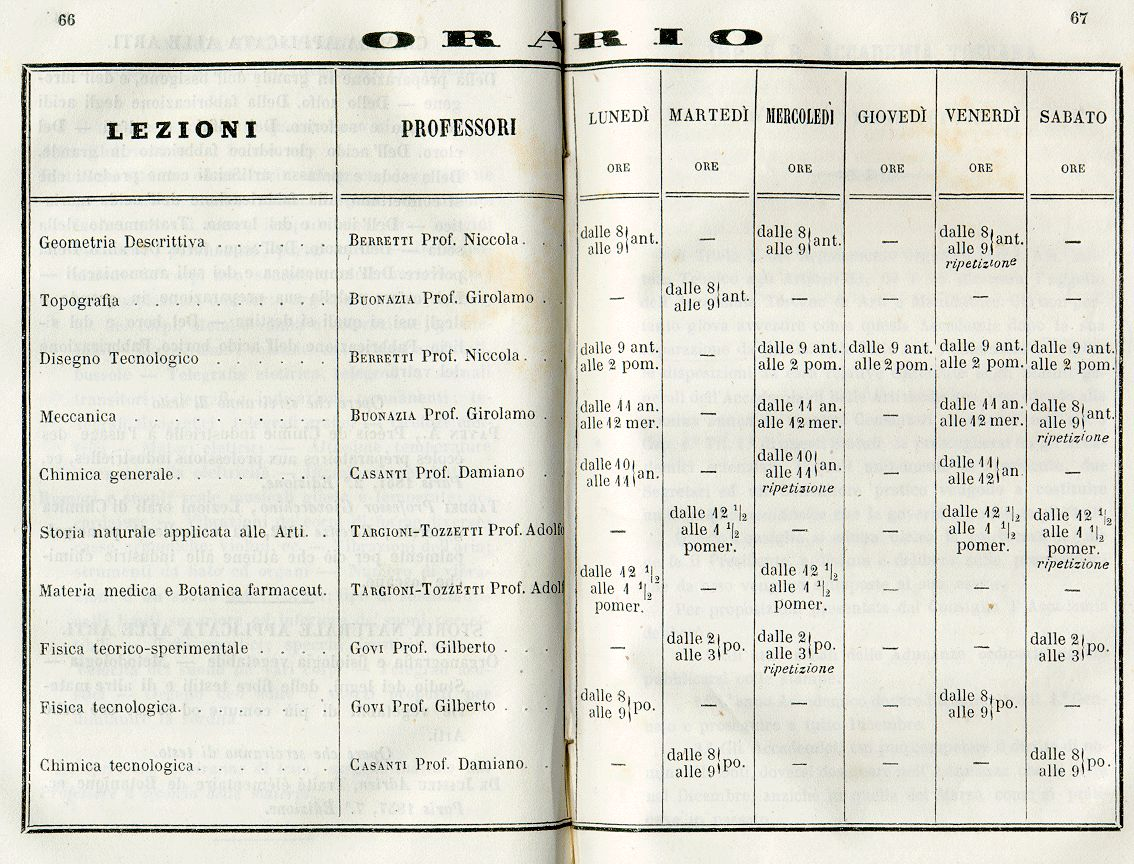
Orario settimanale delle lezioni dell'Istituto, anno 1857

All'interno l'istituto ospita una vastissima collezione scientifica di circa cinquantamila pezzi, con modelli e strumenti per lo studio della meccanica e della fisica, attrezzatura per esperimenti, cere, tavole di botanica, minerali, fossili e campioni zoologici. Dal 1987 le collezioni sono gestite dalla Fondazione Scienza e Tecnica con sede sempre in via Giuseppe Giusti, al numero 29.